# SC-05D
docomo NEXT series GALAXY Note SC-05D（ドコモ ネクストシリーズ ギャラクシー ノート エスシー ゼロゴ ディー）は、韓国のサムスン電子（サムスン・テレコミュニケーションズ・ジャパン）によって開発された、NTTドコモの第3.9世代移動通信システム（Xi）と第3世代移動通信システム（FOMA）のデュアルモード端末である。世界モデル「Galaxy Note」の日本モデルとなる。docomo NEXT seriesのひとつ。製品番号はSGH-N054。
キャッチコピーは「Phone? Tablet? It's Galaxy Note!」。

## 概要
従来のスマートフォンより大型の有機型ディスプレイとタッチペンを搭載した新しいカテゴリーの製品として開発された。分類上はスマートフォンであり、2012年現在日本で発売されるスマートフォンの中ではメインディスプレイのサイズが一番大きい。ワコムの電磁誘導方式を採用したタッチペンがついており、指でのタッチだけでなくペンでの操作も可能となっている。また、NFCは搭載しているが、おサイフケータイには対応していない。
また、グローバルモデル（GT-N7000）との相違としてはLTEの通信機能が追加されていること、ワンセグの受信機能が追加されていること、その代わりにFMラジオの受信機能が省かれていることが挙げられる。
なお、SIMカードはGALAXYシリーズ初のmicroSIM（ドコモminiUIMカード）専用である。
ドコモから発売された最後のAndroid 2.3で、2012年9月6日にAndroid 4.0にアップデートした。さらに2013年8月5日からはAndroid 4.1のアップデートが配信開始となった。

## PCとの同期
Samsung Kies（サムスン キース）といわれるPC連携ソフトをパソコンにインストールすることで、連絡先、カレンダーの編集、保存、Outlookとの同期、さらに、メールやメモ、画像、動画、音楽などの管理、編集が可能となる。またOSのバージョンアップを行う際などにも利用することとなる。

## メール・メッセンジャー
- spモードに対応し、iモードメールと同様@docomo.ne.jpのメールアドレスがそのまま利用可能となっている。iモードメール同様、絵文字、デコメール、デコメ絵文字も利用可能となっている。また、メールはリアルタイムプッシュで着信する。
- Android OS 2.3の特徴であるGmailの複数アカウントの同時利用が可能となる。また、Gmailはリアルタイムでプッシュ着信をする。
- 通常のメールアプリでは、複数のPOP、IMAPメールが利用可能であり、moperaメールはプッシュで着信する。
- メッセンジャーでは、Google Talkがプリインストールされている。また、マーケットからWindows Live Messengerをはじめ、様々なメッセンジャーアプリをインストールし、利用することが可能となる。
- エリアメールが搭載されている。なおエリアメールは緊急地震速報にしか対応しない。

## ウェブブラウザ
ウェブブラウザはGoogle Chrome Liteベースのものが搭載され、Android OS 2.3の特徴でもあるAdobe Flash Player 11.1がアドオンされている。また、JavaScript（V8）もサポートされている。これにより、パソコンのブラウザとほぼ同等のフラッシュサイト、動画サイトが利用することが可能となり、ブラウザでYouTubeをはじめとした各種動画サイトが利用できる他フラッシュゲームなども動作する。

## 利用可能なアプリケーションマーケット
- Android標準のGoogle Play Storeが利用可能となっており、30万を超えるアプリケーションが利用可能となっている。
- サムスンが提供するアプリケーションサイトである、SAMSUNG Apps及びドコモが提供するアプリケーションサイト、dマーケットから様々なアプリケーションがダウンロードが可能となっている。

## 主な機能
| 主な対応サービス                               | 主な対応サービス                         | 主な対応サービス                       | 主な対応サービス                              |
| ---------------------------------------------- | ---------------------------------------- | -------------------------------------- | --------------------------------------------- |
| タッチパネル／加速度センサー                   | Xi／FOMAハイスピード                     | Bluetooth                              | DCMX／おサイフケータイ／赤外線／トルカ／NFC   |
| ワンセグ                                       | メロディコール                           | テザリング 8台                         | WiFi IEEE802.11a/b/g/n                        |
| GPS                                            | spモード／電話帳バックアップ             | デコメール／デコメ絵文字／デコメアニメ | iチャネル                                     |
| エリアメール／ソフトウェアアップデート自動更新 | デジタルオーディオプレーヤー(WMA)(MP3他) | GSM／3Gローミング（WORLD WING）        | フルブラウザ／Flash Player 11.1               |
| Androidマーケット／dメニュー／dマーケット      | Gmail／Google Talk／YouTube／Picasa      | バーコードリーダ／名刺リーダ           | ドコモ地図ナビ／Google Maps／ストリートビュー |

## 歴史
- 2011年9月1日 - グローバルモデルが発表され[5]、ドイツを初め各国で発売された。
- 2012年3月28日 - NTTドコモ、およびサムスン・テレコミュニケーションズ・ジャパンより公式発表。
- 2012年3月29日 - グローバルモデルの販売台数が500万台を突破したとサムスンが発表[6]。
- 2012年3月29日 - 予約開始。
- 2012年4月6日 - 全国一斉発売開始。
- 2012年5月10日 - グローバルモデルがAndroid 4.0.3にバージョンアップ。
- 2012年8月15日 - 全世界の販売台数が1,000万台を突破したとサムスンが発表[7]
- 2012年9月6日 - ドコモ版もAndroid 4.0.4へバージョンアップ（Sペン機能強化やSノートアプリ機能追加等のソフトウェアアップデートも含む）[8]。しかし、本体のみによるアップデートでは正常にアップデートを開始できない場合があることが判明し、翌日、本体のみによるアップデートを中止。Samsung Kiesを利用したパソコン併用によるアップデートのみ公開[9]。9月12日に本体のみによるアップデートを再開。
- 2012年9月26日 - 後継の「Galaxy Note II」のグローバル版が発売開始。
- 2012年10月9日 - 韓国版がAndroid 4.1にアップデート。グローバル版も2013年1月にアップデート予定。
- 2012年11月16日 - 後継の「Galaxy Note II」のドコモ版SC-02Eが発売開始。
- 2013年4月8日 - ドコモ版の不具合修正、Google Playブックス追加のアップデート[8]。
- 2013年5月8日 - ドコモ版がAndroid 4.1バージョンアップ対象機種に選定される[10]。
- 2013年8月5日 - Android 4.1.2にバージョンアップ。[11]
- 2013年12月9日 - ドコモ版の不具合修正、「緊急通報」画面に選択表示される緊急通報番号（110番、119番、118番）の削除のアップデート[8][12]。